# 아름다운 죄 (영화)
《아름다운 죄》(Lepota Poroka, The Beauty Of Sin)는에서 제작된 지브코 니콜릭 감독의 1986년 드라마 영화이다. 미라 풀란 등이 주연으로 출연하였다.

## 출연

### 주연
- 미라 풀란
- 밀루틴 카라드직

### 조연
- 미라 반잭

## 기타
- 미술: 미오드럭 미릭